# Franz Skondrup
Charles Francois Skondrup (23. februar 1874 i Aalborg – 21. juli 1941 i København) var en dansk skuespiller der i perioden 1909 til 1917 har medvirket som statist eller spillet mindre biroller i over 170 film hos Nordisk Film.

## Filmografi
| - Vidundercigaren (ubekendt instruktør, 1909) - Anarkister om bord (instruktør Viggo Larsen, 1909) - Dr. Nikola III (instruktør Viggo Larsen, 1909) - Hævnen (ubekendt instruktør, 1909) - Arvingen til Kragsholm (instruktør Viggo Larsen, 1909) - Madame sans Gene (instruktør Viggo Larsen, 1909) - Den vanartede Søn (instruktør Viggo Larsen, 1909) - Elverhøj (som Albert Ebbesen, kgl. Lensmand; instruktør Jørgen Lund, 1910) - Diamantbedrageren (ubekendt instruktør, 1910) - Den sorte Domino (ubekendt instruktør, 1910) - Dødsspringet (instruktør Viggo Larsen, 1910) - Den gule Djævel (instruktør Viggo Larsen, 1910) - Duellen (instruktør Viggo Larsen, 1910) - Rivaler (ubekendt instruktør, 1910) - Hvem er hun? (instruktør Holger Rasmussen, 1910) - Gennem Kamp til Sejr (ubekendt instruktør, 1910) - Zigeunersken (instruktør Einar Zangenberg, 1911) - Dyrekøbt Glimmer (instruktør Urban Gad, 1911) - Det bødes der for (instruktør August Blom, 1911) - Dødsflugten (instruktør Eduard Schnedler-Sørensen, 1911) - Livets Løgn (instruktør August Blom, 1911) - Den hvide slavehandels sidste offer (instruktør August Blom, 1911) - Hendes Ære (instruktør August Blom, 1911) - Vildledt Elskov (instruktør August Blom, 1911) - Sønnen fra Rullekælderen (ubekendt instruktør, 1911) - Eksplosionen i den store Kulgrube (instruktør Viggo Larsen, 1911) - Dommeren (ubekendt instruktør, 1911) - Herr Storms første Monocle (instruktør August Blom, 1911) - Det mørke Punkt (instruktør August Blom, 1911) - Den Sorte Hætte (instruktør William Augustinus, 1911) - Mormonens Offer (som detektiv; instruktør August Blom, 1911) - Godt klaret (instruktør William Augustinus, 1911) - Den farlige alder (instruktør August Blom, 1911) - For aabent Tæppe (instruktør August Blom, 1912) - Det gamle Købmandshus (instruktør August Blom, 1912) - Jernbanens Datter (instruktør August Blom, 1912) - Livets Baal (instruktør Eduard Schnedler-Sørensen, 1912) - Kærlighed og Venskab (instruktør Eduard Schnedler-Sørensen, 1912) - Den Stærkeste (instruktør Eduard Schnedler-Sørensen, 1912) - Det berygtede Hus (instruktør Urban Gad, 1912) - Dødsangstens Maskespil (som telegrafist på "Adelaide"; instruktør Eduard Schnedler-Sørensen, 1912) - Dr. Gar el Hamas Flugt (instruktør Eduard Schnedler-Sørensen, 1912) - Bristet Lykke (instruktør August Blom, 1913) - Mens Pesten raser (instruktør Holger-Madsen, 1913) - Prinsesse Elena (instruktør Holger-Madsen, 1913) - Den fremmede Tjener (instruktør Eduard Schnedler-Sørensen, 1913) - Giftslangen (instruktør Hjalmar Davidsen, 1913) - Lykkens lunefulde Spil (instruktør Sofus Wolder, 1913) - Ægteskabets tornefulde Vej (instruktør Sofus Wolder, 1913) - Styrmandens sidste Fart (instruktør Eduard Schnedler-Sørensen, 1913) - Broder mod Broder (instruktør Robert Dinesen, 1913) - Den gamle Majors Ungdomskærlighed (instruktør Axel Breidahl, 1913) - Fem Kopier (instruktør August Blom, 1913) - En farlig Forbryderske (instruktør Eduard Schnedler-Sørensen, 1913) - Dramaet i den gamle Mølle (instruktør Robert Dinesen, 1913) - Højt Spil (instruktør August Blom, 1913) - Sladder (instruktør Christian Schrøder, 1913) - Hvem var Forbryderen? (som en politibetjent; instruktør August Blom, 1913) | - Frk. Studenten (instruktør Sofus Wolder, 1913) - Dobbeltgængeren (ubekendt instruktør, 1913) - Privatdetektivens Offer (instruktør Sofus Wolder, 1913) - Den store Operation (instruktør Robert Dinesen, 1913) - En Hofintrige (instruktør August Blom, 1913) - Livets Blændværk (instruktør Eduard Schnedler-Sørensen, 1913) - Kongens Foged (instruktør Sofus Wolder, 1913) - Under Mindernes Træ (instruktør Holger-Madsen, 1913) - Prins for en Dag (instruktør Eduard Schnedler-Sørensen, 1913) - Fra Fyrste til Knejpevært (instruktør Holger-Madsen, 1913) - Frederik Buch som Dekoratør (instruktør Sofus Wolder, 1913) - Vennerne fra Officersskolen (instruktør Eduard Schnedler-Sørensen, 1913) - Lykken svunden og genvunden (instruktør Hjalmar Davidsen, 1913) - Atlantis (som Stoss' tjener; instruktør August Blom, 1913) - Af Elskovs Naade (instruktør August Blom, 1914) - Eventyrersken (instruktør August Blom, 1914) - Gar el Hama III (instruktør Robert Dinesen, 1914) - Fædrenes Synd (instruktør August Blom, 1914) - Helvedesmaskinen (instruktør Robert Dinesen, 1914) - Stop Tyven (instruktør Sofus Wolder, 1914) - Hægt mig i Ryggen (instruktør Sofus Wolder, 1914) - Den store Middag (instruktør August Blom, 1914) - Søvngængersken (instruktør Holger-Madsen, 1914) - Inderpigen (instruktør Robert Dinesen, 1914) - De besejrede Pebersvende (som Glud, nygift; instruktør Lau Lauritzen Sr., 1914) - De kære Nevøer (instruktør Alfred Cohn, 1914) - Herberg for Hjemløse (instruktør Lau Lauritzen Sr., DK, 1914) - En Udskejelse (instruktør Eduard Schnedler-Sørensen, 1914) - Jens Daglykke (instruktør Sofus Wolder, 1914) - Grev Zarkas Bande (instruktør Eduard Schnedler-Sørensen, 1914) - Millionærdrengen (instruktør Holger-Madsen, 1914) - Vasens Hemmelighed (instruktør August Blom, 1914) - Fangens Søn (instruktør Hjalmar Davidsen, 1914) - Perlehalsbaandet (instruktør Sofus Wolder, 1914) - Fra Mørke til Lys (som Ruths far; instruktør Hjalmar Davidsen, 1914) - Carl Alstrup som Soldat (instruktør Eduard Schnedler-Sørensen, 1914) - Skorstensfejeren kommer i Morgen (instruktør A.W. Sandberg, 1914) - Den mystiske Fremmede (instruktør Holger-Madsen, 1914) - Tugthusfange No. 97 (instruktør August Blom, 1914) - En nydelig Ægtemand (instruktør Eduard Schnedler-Sørensen, 1914) - Et vanskeligt Valg (instruktør Holger-Madsen, 1914) - Et Kærlighedsoffer (instruktør Robert Dinesen, 1914) - Expressens Mysterium (instruktør Hjalmar Davidsen, 1914) - Detektivens Barnepige (instruktør Hjalmar Davidsen, 1914) - Moderen (instruktør Robert Dinesen, 1914) - Skyldig? - ikke skyldig? (instruktør Karl Ludwig Schröder, 1914) - Under Skæbnens Hjul (instruktør Holger-Madsen, 1914) - Manden med de ni Fingre I (som John Smiths hjælper; instruktør A.W. Sandberg, 1915) - Godsforvalteren (som Notar von Raben; instruktør Hjalmar Davidsen, 1915) - Kong Bukseløs (instruktør Lau Lauritzen Sr., DK, 1915) - Manden med de ni Fingre II (instruktør A.W. Sandberg, 1915) - Drankersken (instruktør Hjalmar Davidsen, 1915) - En Kone søges (instruktør Lau Lauritzen Sr., DK, 1915) - Cigaretpigen (som Anesto Moreno, direktør; instruktør Holger-Madsen, 1915) | - Susanne i Badet (instruktør Lau Lauritzen Sr., DK, 1915) - I Stjernerne staar det skrevet (instruktør Hjalmar Davidsen, 1915) - Guldkalven (som Sing-Pook, kineserkuli; instruktør Hjalmar Davidsen, 1915) - Trold kan tæmmes (instruktør Holger-Madsen, 1915) - Den frelsende Film (instruktør Holger-Madsen, 1916) - Midnatssolen (instruktør Robert Dinesen, 1916) - Manden med de ni Fingre IV (som John Smiths hjælper; instruktør A.W. Sandberg, 1916) - Malkepigekomtessen (instruktør Robert Dinesen, 1916) - Grubeejerens Død (som Hard, formand; instruktør George Schnéevoigt, 1916) - Giftpilen (som Major Denvers; instruktør August Blom, 1916) - En Forbryders Liv og Levned (instruktør Alexander Christian, 1916) - Hendes Fortid (instruktør A.W. Sandberg, 1916) - Letsindighedens Løn (som Oberst Sparre; instruktør Robert Dinesen, 1916) - Voksdamen (instruktør Alfred Cohn, 1916) - Gar el Hama IV (som juveler Lewenstein; instruktør Robert Dinesen, 1916) - Spiritisten (instruktør Holger-Madsen, 1916) - Den største Kærlighed (instruktør August Blom, 1916) - Manden uden Fremtid (som Tjener hos Dremont; instruktør Holger-Madsen, 1916) - Sjæletyven (som Senkra, doktorens negertjener; instruktør Holger-Madsen, 1916) - Truet Lykke (instruktør August Blom, 1916) - Filmens Datter (som Murer Svendsen; instruktør Hjalmar Davidsen, 1916) - Pjerrot (instruktør Hjalmar Davidsen, 1917) - Herregaards-Mysteriet (som Niels, staldkarl paa "Strandgaard"; instruktør Alexander Christian, 1917) - Tropernes Datter (som Arthur Stone, læge; instruktør Hjalmar Davidsen, 1917) - Vestens Børn (som "Bæveren", indiansk fører; Alfred Kjerulf, 1917) - En ensom Kvinde (instruktør August Blom, 1917) - Telefondamen (instruktør Eduard Schnedler-Sørensen, 1917) - Sfinxens Hemmelighed (instruktør Robert Dinesen, 1918) - Den firbenede Barnepige (instruktør Lau Lauritzen Sr., DK, 1918) - Lykketyven (som Burns, godsejer; instruktør Martinius Nielsen, 1918) - For Barnets Skyld (instruktør Robert Dinesen, 1918) - Krig og Kærlighed (instruktør Holger-Madsen, 1918) - En Fare for Samfundet (instruktør Robert Dinesen, 1918) - Hvorledes jeg kom til Filmen (instruktør Robert Dinesen, 1919) - Konkurrencen (instruktør Robert Dinesen, 1919) - Den standhaftige Spillemand (instruktør Lau Lauritzen Sr., DK, 1920) - Knap og Hægte (instruktør Eduard Schnedler-Sørensen) - Bytte Roller (som Mr. Brown, notar; instruktør August Blom) - Den tapre Jacob (instruktør Sofus Wolder) - Dr. Nikola II (instruktør Viggo Larsen) - Kosakfyrsten (ubekendt instruktør) - Kærlighed i Orienten (ubekendt instruktør) - Modermærket (ubekendt instruktør) - Revolveren (ubekendt instruktør) - Boksekamp (ubekendt instruktør) - En Emigrants Hændelser (ubekendt instruktør) - Et nyt Tyverialarmeringsapparat (ubekendt instruktør) - Dynamit (ubekendt instruktør) - Robinson Crusoe (som Fredag; instruktør August Blom) - Præstens Sønner (ubekendt instruktør) - Livets Storme (instruktør August Blom) - Kreditten leve (instruktør William Augustinus) - Gadeoriginalen (instruktør August Blom) - Straalemesteren (instruktør Lau Lauritzen Sr., DK) - En Børneven (instruktør Eduard Schnedler-Sørensen) - Lad være at blinke (instruktør William Augustinus) |